# Ludvig X av Hessen-Darmstadt
Ludvig X av Hessen-Darmstadt, född 14 juni 1753 i Prenzlau och död 6 april 1830 i Darmstadt, var en tysk furste som var regerande lantgreve av Hessen-Darmstadt från 1790 till 1806 samt därefter som storhertig av Hessen från 1806 till 1830 (som Storhertig Ludvig I).

## Biografi
Han var son till Ludvig IX av Hessen-Darmstadt och Karolina av Birkenfeld-Zweibrücken. Gift 1777 i Darmstadt med sin kusin lantgrevinnan Louise av Hessen-Darmstadt (1761-1829).
Barn:
- Ludvig II av Hessen-Darmstadt. Storhertig 1830.
- Louise Carolina Theodora (1779-1811)  gift med Ludwig av Anhalt-Köthen
- Ludwig Georg Karl (1780-1856) gift morganatiskt
- Fredrik August Karl (1788-1867)
- Emil Maximilian Leopold (1790-1856)
- Ferdinand Gustaf Wilhelm (1791-1806)